# 게이오기주쿠 대학
게이오기주쿠 대학(일본어: 慶應義塾大学 게이오기주쿠다이가쿠[*], 영어: Keio University)은 일본의 명문 사립 대학중 하나이다.
게이오기주쿠 대학은 후쿠자와 유키치가 1858년에 창립한 란가쿠주쿠(蘭学塾)에 유래를 두어 1920년에 개교하였다. 2008년 설립 150주년을 맞이하였으며, 교훈은 독립자존(일본어: 独立自尊 도쿠리츠지손[*])이다. 대학의 약칭은 게이오(일본어: 慶應) 또는 게이다이(일본어: 慶大).
세간의 평가로는 타임스 고등교육의 모교 지수에서 세계 9위에 올랐으며, 세계 대학 순위 센터(CWUR)에서는 세계 34위, 아시아에서 3위에 올랐다. 2024년 기준 QS 세계 랭킹에서는 214위를 차지했다. 일본에서 상장사 CEO, 회장, 사장 등을 가장 많이 배출한 대학이기도 하다.

## 특이 사항

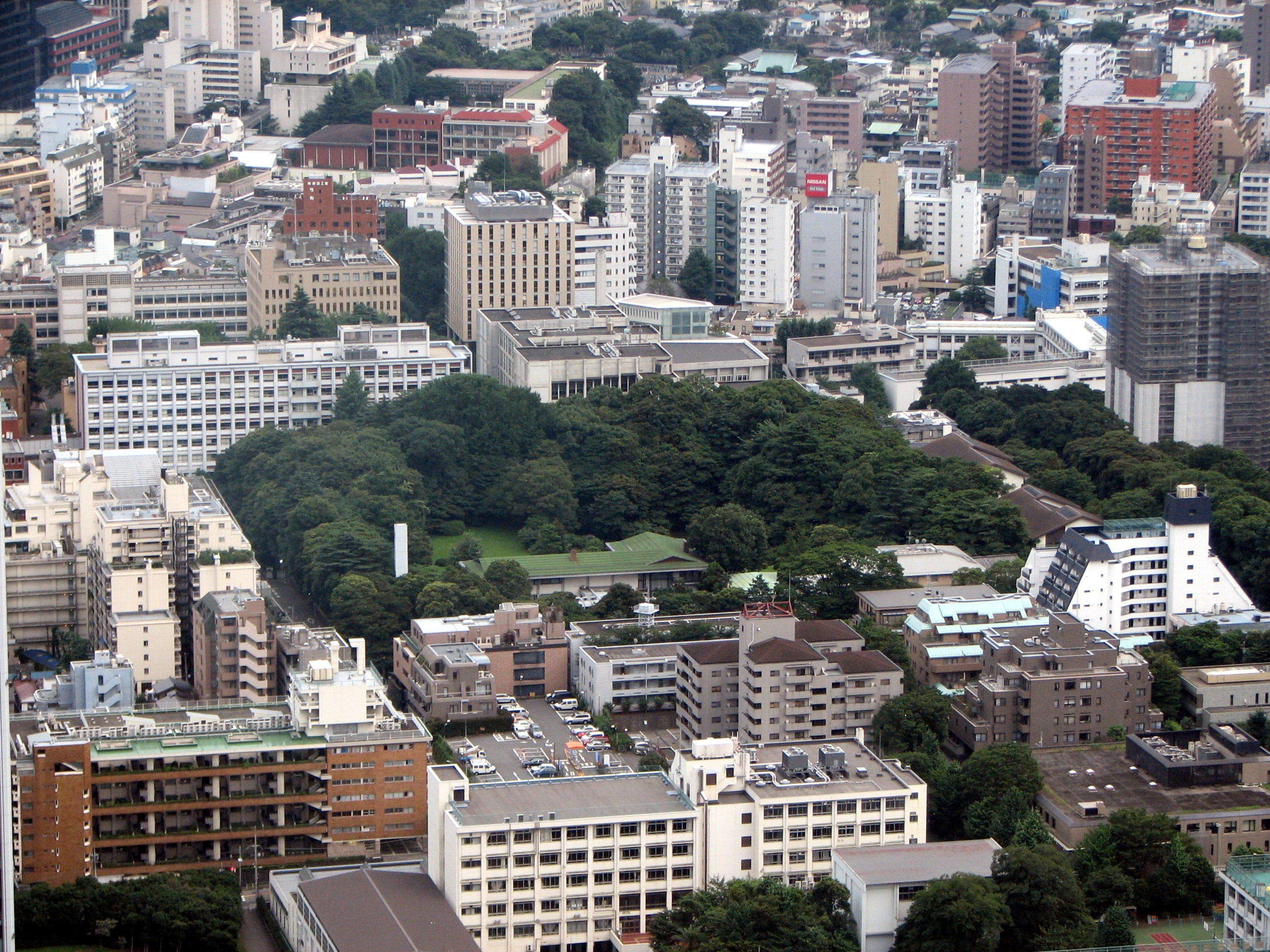
도쿄 타워에서 바라본 게이오기주쿠대학 캠퍼스의 모습

### 명칭
게이오기주쿠 대학은 후쿠자와 유키치가 에도의 쓰키지(지금의 도쿄 주오구)에 개설한 난학원에 기원을 두고 있으며, 일본에서 가장 오래된 대학이기도 하다(창립년도 기준). 1868년에 지금의 미나토구 자리로 이전하였을 때, 그 해의 연호가 게이오 4년이었으므로 게이오기주쿠로 이름을 바꾸었다. 기주쿠는 의숙을 뜻한다.
학교의 관계자들은 공식명칭인 ‘慶應(게이오)’대신에 비공식적으로, 독자적인 약자를 사용하기도 한다. 이는 명칭의 두 글자가 획수가 많고 복잡한 것때문인데, 게이오가 알파벳의 K와 O와 발음이 유사한 것에 착안하여 广에다 K·O를 각각 써넣은 글자를 이용한다. ‘广＋K’와 ‘广＋O’의 형태. 게이오기주쿠, 또는 게이오 대학이라고도 부른다.
명칭이 기주쿠(의숙)인 것에서 유래하여, 교훈 대신 숙훈(塾訓)이란 용어를 사용한다. 또한 학생을 숙생(塾生, 주쿠세이)으로 칭하기도 한다.

#### 숙훈
게이오기주쿠 대학의 숙훈은 ‘독립자존(独立自尊)’이고, 이는 대학으로 발전한 뒤에도 그대로 사용한다.

#### 목적
게이오기주쿠 대학에는 ‘게이오기주쿠의 목적(慶應義塾の目的)’이라는 글이 전해진다. 이는 후쿠자와 유키치가 1896년에 한 연설을 기초로 하여 자신이 직접 새로 쓴 것이다. 내용은 다음과 같다.

게이오기주쿠는 단지 한 곳의 학숙으로서 스스로 만족하지 않는다.
그 목적은 우리 일본에 있어서 기품의 원천이자 지덕의 모범이 되는 것을 바라며,
이를 실제로는 거가(居家), 처세(處世), 입국(立國)의 본 뜻을 밝히고,
이를 입으로 말하는 것에 머무르지 않고, 스스로 직접 실천하는 것이다.
이로써 온 사회의 선도자가 됨을 바라는 것이로다.
— —이상은 일찍이 사람에게 말한 보람이 있는 한 절이로다. 후쿠자와 유키치 쓰다.

### 와세다 대학과 라이벌 관계
게이오는 와세다 대학과 함께 일본 양대 사학으로 불리는 와세다의 라이벌로, 소케이(早慶) 혹은 케이소(慶早) 라고 불린다. 두 개 대학 다 도쿄에 있다. 소케이라는 명칭이 사회적으로는 더 보편적이지만, 게이오 관계자들은 케이소라는 명칭을 주로 사용한다. 매년 연고전의 모태가 된 소케이센(早慶戦)을 개최한다. 게이오대는 초중고대 일관교로, 초등학교에 입학하면 대학교까지 내부진학이 가능하여 와세다와 함께 금수저, 부자 등의 이미지가 있다. 다만 게이오보이로 대표되는 이미지로 와세다보다 보다 권위적인 이미지가 있으며, 실제로 19세기, 20세기에 한국인이나 중국인 유학생 인재들 유치에 적극적이었던 와세다와 달리 게이오는 일본인 학생들의 입학만 주로 허용하여 라이벌 와세다에 비해서는 인지도가 한국과 중화권에서 없는 편이다. 다만, 삼성 이재용 회장과 롯데 신유열 전무 등 한국 재벌3세도 게이오 출신이며, 이재용의 조부 이병철 삼성 창업회장, 부친 이건희 선대회장은 라이벌 와세다 출신, 신유열의 할아버지 신격호 롯데 창업회장 역시 라이벌 와세다를 졸업한 측면 등 학맥은 한국 재벌들의 사례처럼 일본에서도 상호 교류가 굉장히 많다. 라이벌 분위기는 게이오-와세다 간 교류 도모를 위한 일환이기도 하다.

## 연혁
- 1858년 - 후쿠자와 유키치가 에도 쓰키지에 난학숙(蘭學塾)을 열다.
- 1863년 - 영학숙(英學塾)으로 개칭.
- 1868년 - 지금의 미나토구 자리로 이전하고, 명칭을 게이오기주쿠로 개칭.
- 1890년 - 대학부가 발족(문학, 이재, 법률과). 대학부와 구분하기 위해 종래의 과정은 보통부로 칭했다.
- 1920년 - 대학령에 의해 대학이 되어, 문학부·경제학부·법학부·의학부를 설치.
- 1944년 - 후지와라 공업대학(藤原工業大學)을 기부받아, 공학부를 설치.
- 1948년 - 통신교육부를 설치.
- 1949년 - 학제개혁에 의해 새로운 제도하의 대학이 됨. 해외 대학(미국 브라운 대학교)과 연계.
- 1957년 - 창립 100주년을 앞두고 상학부를 개설.
- 1981년 - 공학부를 이공학부로 개칭.
- 1988년 - 여자후생학원(女子厚生學院)을 고쳐 게이오기주쿠 간호단기대학 간호학과를 개설.
- 1990년 - 쇼난(湘南) 후지사와(藤澤) 캠퍼스에 종합정책학부와 환경정보학부를 신설.
- 1991년 - 종합정책연구소, 환경정보연구소, 언어커뮤니케이션연구소를 개설
- 1992년 - 부속 중·고등학교인 게이오기주쿠 쇼난 후지사와 중·고등부를 개교.
- 1994년 - 대학원 정책·미디어연구과 석사과정 개설.
- 1996년 - 대학원 정책·미디어 연구과 후기 박사과정을 개설. 종합정책연구소·환경정보연구소·언어커뮤니케이션연구소를 SFC연구소로 개칭.
- 2001년 - 간호단기대학을 간호의료학부로 고치고, 간호단기대학의 모집을 중지함.
- 2002년 - 쇼난 후지사와 캠퍼스에 교직과정 설치.
- 2005년 - 대학원 건강 매니지먼트 연구과에 석사과정을 개설.
- 2008년 - 교리쓰 약과대학과 통합하여 약학부 신설.
- 2009년 - 다보스 포럼에서 '게이오기주쿠 대학·도쿄 대학 리셉션'을 개최[11].

## 현황

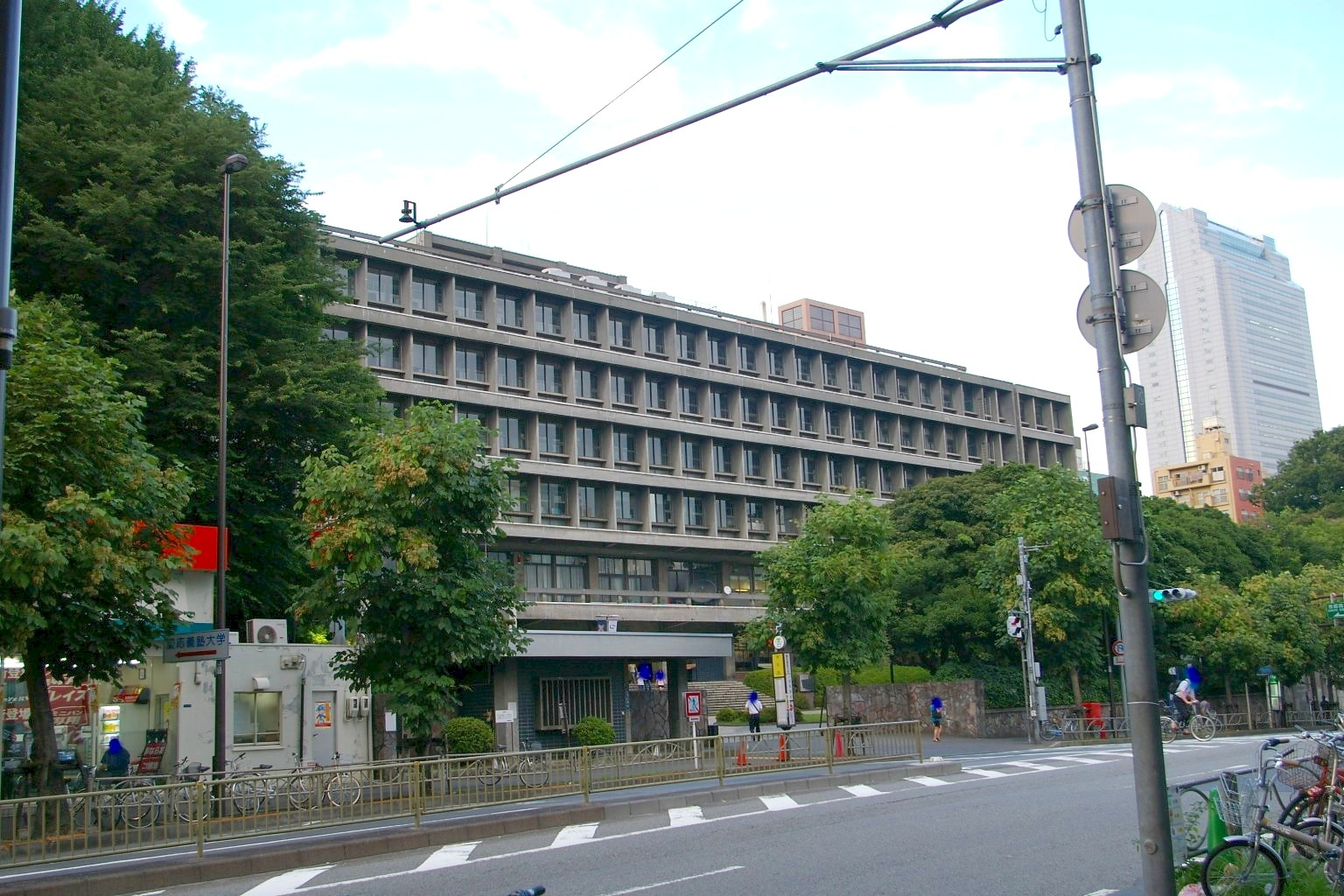
창립 100주년기념사업으로 1958년 설립된 미타 캠퍼스 구 본관

### 소재지
미타(三田) 캠퍼스 - 도쿄도 미나토구
- 사용 학부 및 학년 : 문학부 2~4학년, 경제,상,법학부 3~4학년

히요시(日吉) 캠퍼스 - 가나가와현 요코하마시 고호쿠 구
- 사용 학부 및 학년 : 문학,약학,의학부 1학년, 경제,상,법,이공학부 1~2학년

시나노마치(信濃町) 캠퍼스 - 도쿄도 신주쿠구
- 사용 학부 및 학년 : 의학부 2~6학년, 간호의료학부 3학년

야가미(矢上) 캠퍼스 - 가나가와현 요코하마시 고호쿠 구
- 사용 학부 및 학년 : 이공학부 3~4학년

쇼난 후지사와(湘南藤沢) 캠퍼스 - 가나가와현 후지사와시
- 사용 학부 및 학년 : 종합정책,환경정보학부 1~4학년, 간호의료학부 1~2,4학년

시바 교리쓰(芝共立) 캠퍼스 - 도쿄도 미나토구
- 사용 학부 및 학년 : 약학부 약학과 2~6학년

총 학교 캠퍼스 면적 1,168,217m2

### 구성원
- 학부 28,844명
- 석사과정 3,461명 (법과대학원을 포함)
- 박사과정 1,176명
- 대학인원 총 33,481명
- 통신교육과정 8,713명
- 부속학교에 재학 중인 아동 및 학생 7,439명 (뉴욕의 부속학교를 포함)
- 게이오 고등학교 2,189명, 시키 고등학교 792명, 게이오 여자고등학교 581명, 쇼난후지사와 고등부 721명, 보통부 709명, 중등부 755명, 쇼난후지사와 중등부 501명, 유치사 855명, 게이오뉴욕 고등학교 336명
- 교원 2,983명: 교수 792명, 조교수 387명, 강사 371명, 조수 기타 1,058명, 부속학교 교원 375명
- 직원 2,859명: 대학 966명, 부속학교 직원 90명, 대학 병원 1,803명
- 교수 1인당 학생의 수 16.0명 (2012년 10월 기준)
- '학교법인 게이오기주쿠' 총 재학생수 49,633명, 교직원 수 5,812명

학생은 2012년 5월 1일 기준, 교원 및 직원은 2012년 3월 1일 기준

### 졸업생 현황
- 취업률 83.6%
- 주요대기업 402사에의 취업률 40.8%
- 상장기업 임원 수 2,278명 (일본 1위, 2위 와세다 대학 1,893명, 3위 도쿄 대학 1,859명)
- 상장기업 CEO 수 351개 사(社) (일본 1위, 2위 와세다 대학 260사, 3위 니혼 대학 106사)

2012년 10월 기준.

### 재무현황
- 재학생 납입등록금 ￥52,776,000,000
- 기부금 ￥ 5,916,000,000
- 교육연구비 ￥63,532,000,000
- 과학연구비 보조금 ￥ 3,313,570,000
- 총자산 ￥362,726,000,000 (약 5조원)
- 재정건전성 74.4%(B+) 교육투자 45.1%(A+)

2011년도 회계분기기준

### 교풍
"실학" 또는 "실용적인 학문"을 교육의 기본이념으로 정하고 있으며, 사회에서 바로 활용할 수 있는 학문을 연구한다. 이런 교풍 하에서 졸업생들은 주로 재계에 많이 진출한다. (경제, 금융계에서는 게이오의 미타카이가 중심이 되어 독점하고 있다고 봐도 무방할 정도) 재계에서 중역으로 자리잡은 졸업생들이 다시 자녀를 게이오기주쿠 대학에 진학시켜, 학교 전체적으로 귀족적이고 부유한 이미지를 갖고 있다. 같은 사립대학 라이벌인 와세다 대학이 ‘재야 세력’ 또는 ‘서민적인 학풍’을 갖고 있는 것과 대비된다. 비슷한 교풍을 가지고 있는 대한민국의 대학으로, 흔히 연세대학교와 비교된다. === 타 대학과의 라이벌 의식 ===
대한민국의 연세대학교와 고려대학교와의 관계와 같이 전통적으로 와세다 대학과 라이벌 관계를 형성하고 있다. 때문에 대한민국의 연고전 혹은 고연전과 같은 양교간의 교류 증직을 위한 스포츠 정기전인 ‘소케이센’(早慶戰, 조경전)을 매년 정기적으로 하고 있다. 와세다 대학(早稻田大學)의 앞 글자인 ‘早’(조)자와 게이오기주쿠 대학(慶應義塾大學)의 ‘慶’(경)자를 따서 ‘早慶戰’(조경전)이라 쓰고, ‘소케이센’ 이라고 읽는다. 게이오기주쿠 대학측에서는 ‘케이소센’(慶早戰, 경조전)이라고 읽기도 한다.

### 상징

#### 교가
교가는 《게이오기주쿠 숙가(塾歌)》로, 곡은 도미타 마사후미, 가사는 노부토키 기요시가 지어 1940년에 완성되어 이듬해 발표했다. 학교법인 게이오기주쿠가 설립한 모든 교육기관에서 같은 곡을 사용하고 있으므로, 부속 교육기관에서 대학으로 진학한 경우에는 대부분이 외우고 있지만, 다른 학교에서 게이오기주쿠 대학으로 진학한 경우에는 부를 경우가 적을 때가 많다.

##### 〈젊은 피〉
젊은 피(若き血, 와카키치)는 학교의 응원가로, 호리우치 게이조가 지었다. 1927년에 발표.
도쿄 6대학 야구 연맹의 응원에서는 점수를 얻었을 때, 관객들이 어깨동무를 하고 이 노래를 합창하는 등 스포츠의 응원에서는 빼놓을 수 없는 곡이다. 교가는 모르지만, 이 노래는 부를 수 있는 학생도 많다. 고교야구 등 대학과 관계 없는 경우에도 자주 사용되므로, 일반인들에게도 곡은 잘 알려져 있다.

##### 대쉬 게이오
‘대쉬 게이오’(ダッシュケイオウ)도 응원가로, 역시 일반인들에게도 잘 알려져 있다.

#### 상징색
숙기(塾旗)에서 남색-붉은색-남색의 순으로 되어 있다. 따라서 실제로는 남색과 붉은색, 두가지만 사용되지만 3색기라고 불린다.

#### 상징
학교의 상징은 두 개의 펜을 오른쪽을 위로 하여 교차시킨 모양으로, ‘펜마크’라고도 불린다. ‘펜은 칼보다 강하다’(CALAMVS GLADIO FORTIOR)에서 유래했다.

#### 마스코트
마스코트는 유니콘으로, 삼색기 위에 유니콘이 그려진 것이 응원할 때 사용된다. 학교의 아메리칸 풋볼팀의 명칭도 유니콘즈.

## 국제 교류

### 해외 거점교류 기관
해외거점 및 게이오기주쿠 Degital Media Content종합연구소 (DMC기구)가 디지털 콘텐츠의 국제유통과 국제연대의 활성화를 목적으로 설치한 해외거점기관이다.
- 대한민국
  - 연세대학교(서울 사무소)
- 영국
  - 케임브리지 대학교(런던 사무소)
- 미국
  - 스탠퍼드 대학교(샌프란시스코 사무소)
- 중화인민공화국
  - 칭화 대학(베이징 사무소, 상하이 사무소)
  - 푸단 대학(상하이 사무소)

### 해외 대학 협정기관
협정 체결 대학은 전부 약 200개교 이상
2개 대학간 협정
- 교환학생 체결교 컬럼비아 대학교를 비롯해 전 세계 약 200개 교
- 공동연구 케임브리지 대학교, 노스웨스턴 대학교 등 30여개 교
- Design Project ALPS(스탠퍼드 대학교, 매사추세츠 공과대학교)등
- 단기 해외연수·단위교환 프로그램
  - 하계 케임브리지 대학교 다우닝칼리지, 워싱턴 대학교, 옥스퍼드 대학교 크라이스트처치칼리지, 옥스포드 대학교 링컨칼리지, 윌리엄 앤 메리대학교
  - 춘계 연세대학교, 파리 정치 대학
- 대한민국 대학의 협정교로는 서울대학교, 연세대학교, 고려대학교, 이화여자대학교 등 4개교가 있다.

다 대학간 협정
- World Wide Web Consortium (일본지부)
- 동아시아 연구프로그램(Three-Campus Comparative East Asian Studies Program)
  -  일본 게이오기주쿠 대학,  중국 푸단 대학,  대한민국 연세대학교 등 세 대학이 캠퍼스를 옮겨가며 연구프로그램을 진행하고 있다.
- 게이오·릿쿄·연세·푸단 리더십 포럼(KEIO·RIKKYO·YONSEI·FUDAN Leadership Forum)
  -  일본 게이오기주쿠 대학·릿쿄 대학,  중국 푸단 대학,  대한민국 연세대학교 등 네 대학이 합동으로 학생들의 리더십 고양프로그램을 진행하고 있다.

그외 게이오기주쿠 대학은 특히 영국의 케임브리지 대학교와는 아주 긴밀한 협력 관계를 유지하고 있으며, 매년 공동 연구나 학생교환 등의 교류 활동을 활발히 하고 있다.

### 게이오기주쿠 대학 경영대학원 (KEIO Business School) 해외협정
- 복수졸업제도 (Double Degree Program)
  -  프랑스 ESSEC Business School, HEC Paris
  -  독일 WHU - Otto Beisheim School of Management
- 단위교환 제휴교
  -  미국 노스웨스턴 대학교 켈로그 경영대학원, 듀크 대학교 후쿠아 경영대학원 등 30여개 교 경영대학원

## 일본내 교류

### 일본 내 대학 협정기관
2개 대학간 협정
- 문부과학성 전략적 대학연대 지원사업
  - 히토쓰바시 대학
- 임상연구 프로그램
  - 도쿄 대학 의학부
- 단위교환제도
  - 도쿄 공업대학
- 대학원연대협정
  - 오사카 대학 대학원 이학연구과
  - 도쿄 대학 대학원 정보이공학계연구과
- 공동 연구
  - 교토 대학(연대 기금)
  - 도호쿠 대학(REAL)
- MBA 연대
  - 교토 대학 경영관리대학원
  - 고베 대학 대학원 경영학연구과

## 교육

### 제정
커리큘럼의 제정을 비롯해, 근대적 교육시스템의 거의 대부분을 일본 최초로 도입하였으며, 일본에서 가장 긴 역사를 자랑한다. 또한 일본의 학교에서 최초로 정액의 수업료를 납부받은 교육기관으로, 이는 창립자인 후쿠자와 유키치가 제안했다.

### 조직

#### 학부
- 문학부
반자연주의 문학의 아성이라 불린 《미타문학(三田文学)》이란 잡지를 발행하고 있다. 폐간, 복간을 반복하여 현재도 발행중이다.
  - 인문사회학과
    - 철학계
      - 철학전공
      - 윤리학전공
      - 미학 / 미술사학전공

    - 사학계
      - 일본사학전공
      - 동양사학전공
      - 서양사학전공
      - 민족학 / 고고학전공

    - 문학계
      - 국문학전공
      - 중국문학전공
      - 영미문학전공
      - 독문학전공
      - 불문학전공

    - 도서관 / 정보학계
      - 도서관 / 정보학전공

    - 인간관계학계
      - 사회학전공
      - 심리학전공
      - 교육학전공
      - 인간과학전공
- 경제학부
구제(旧制)대학시대에 설치된 이재과(理財科)를 신제(新制)대학시에 개조하여 설치한 학부이며 일본 최초의 경제학부이기도 하다. 환경경제학 등의 다른 대학에서 찾아볼 수 없는 학문분야도 갖추어져 있다. PCP(Professional Career Program)라 불리는, 영어로 경제학을 배우는 소인수형식의 강의가 2005년에 도입되었다.
  - 경제학과
- 법학부
  - 법률학과
  - 정치학과
- 상학부 (경영학부에 해당)
학부설립은 1957년, 게이오기주쿠 대학 창립 100주년을 기념해서 설치됐다. 그러나 상학연구 즉 경영연구자체는 1873년에 후쿠자와 유키치가 미국의 상업학교에서 교과서로서 사용되었던 'Book Keeping’이라는 책을 번역서로 발행한[12]시점까지 거슬러 올라간다. 이것은 후쿠자와 유키치의 건학정신의 하나인 "실학"을 가장 잘 구현한 학부라고 자부되고, 경영, 회계, 상업, 경제·산업의 4개 영역으로 나뉜다.
  - 상학과

- 의학부
게이오기주쿠 대학에서는 간호학계가 간호의료학부로 나뉘어 있기 때문에 의학과라는 분류는 존재하지 않는다. 6년 과정이며 히요시 캠퍼스에서 주로 일반교양을, 시나노마치 캠퍼스에서 의학을 배운다.
- 이공학부
  - 기계공학과
  - 전자공학과
  - 응용화학과
  - 물리정보학과
  - 관리공학과
  - 수리과학과
  - 물리학과
  - 화학과
  - 시스템디자인공학과
  - 정보공학과
  - 생명정보학과
- 종합정책학부
  - 종합정책학과
- 환경정보학부
  - 환경정보학과
- 간호의료학부
  - 간호학과
- 약학부
  - 약학과
  - 약과학과
- 통신교육부

##### 의학부

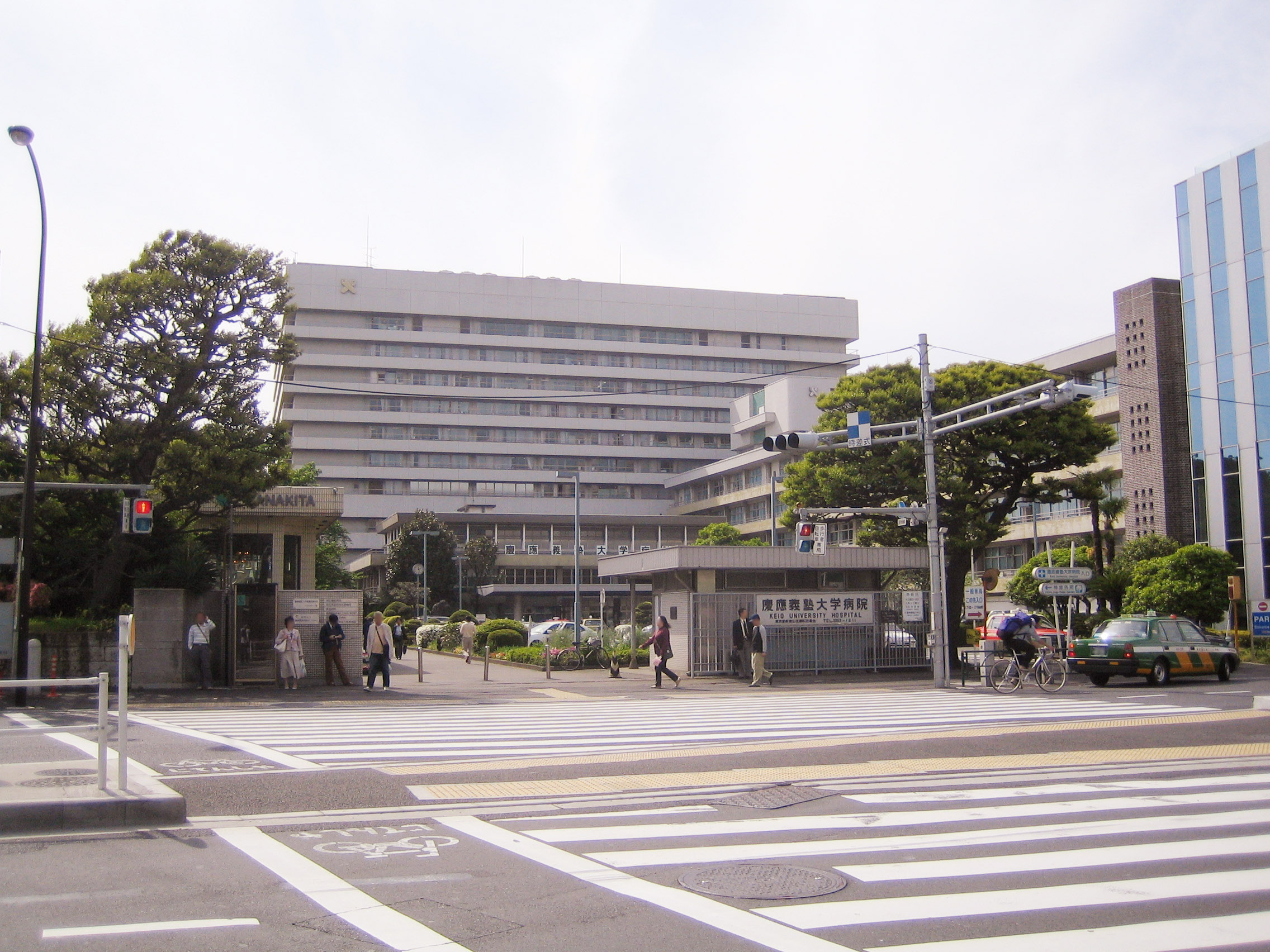
게이오기주쿠 대학 의학부(시나노마치 캠퍼스)

##### 개요
의학부는 1917년, 후쿠자와 유키치의 유지를 받들어 기타자토 시바사부로(北里柴三郎)가 초대 학장으로서 설립되었다. 도쿄 대학 의학부가 임상의학보다 인체연구를 중요시한 당시의 독일 의학의 강한 영향을 받은 것에 반하여, 도쿄 자혜회 의과대학이나 일본 의과 대학과 마찬가지로, 게이오기주쿠대학 의학부는 환자측의 시점에 선 임상을 위한 의학의 발전을 목적으로하여 설립되었다. 의학부 6학년의 여름방학에는 하버드 대학교 등 미국의 메디컬 스쿨에 단기유학이 가능하다. 또한 저학년동안에는 대한민국의 연세대학교나 라틴 아메리카 등의 의학부와 교류회가 준비되어 있다.

###### 연혁
- 1870년 - 게이오기주쿠의 숙생 마에다 세이시로의 희망으로 인해, 후쿠자와 유키치가 영국식 의학교의 개설을 결정함.
- 1873년 - 게이오기주쿠내에 의학소가 개설됨. 소장은 게이오기주쿠출신의 의사 마쓰야마 토우안. 또한 스기타 겐탄을 초빙해 존왕사(尊王舎)를 실습장으로 사용하였다.
- 1880년 - 6월 의학소가 폐쇄됨.
- 1916년 12월 27일 - 게이오기주쿠에 의학부의 창설이 허가됨.
- 1917년 3월 - 의학부 예과 1학년의 모집개시. 초대의 의학부장으로써 기타자토 시바사부로가 취임.
- 1920년 - 의학부가 대학의학부로 승격. 의학부교사와 부속병원이 시나노마치(信濃町)에 신축됨.
- 1937년 - ‘기타자토 시바사부로 기념 의학도서관’이 창립되다.

###### 사용 캠퍼스
- 히요시(日吉) 캠퍼스 : 가나가와현 요코하마시 고호쿠 구

※의학부 1학년은 이곳에서 법학부, 경제학부 등의 학생과 함께 교양과목을 듣는다.
- 시나노마치(信濃町) 캠퍼스 : 도쿄도 신주쿠구

※2학년부터 6학년까지는 이곳에서 임상의학을 배운다.

##### 종합정책학부・환경정보학부
종합정책학부와 환경정보학부는 쇼난후지사와 캠퍼스(카나가와현 후지사와시)에서 타학부와 크게 다른 독자적인 교육이 실시되고 있다.
다른 학부와는 달리 4년간 쭉 같은 캠퍼스를 사용하는 것이 특징이다.

###### 기본이념
'창조성의 중시','문제 발견, 해결형'. 현재 세간에 존재하는 다양한 문제들을 발견, 해결해 나갈 인재를 창출하는 것에 목적을 두고 있다. 그러므로 이전의 교양(liberal arts)과 전문 지식을 익히는 것뿐만 아니라, 연구 프로젝트를 중심에 두고 그 안에서 학생자신에게 부족한 지식을 익히고, 습득하고, 보충해 나가며 연구를 진행해 나가는 이전과는 전혀 다른 독창적인 스타일이 구축되어 있다.

###### 특징
대학해서는 '학문의 재편성'을 키워드로서 자유도가 높은 이수시스템을 사용하고 있다. 기본적으로 각 수업에서는 학년에 따른 이수제한을 두지 않고, 학부 1학년부터 전문적인 수업을 이수할 수 있다. 또한 '반학반교(半学半教)'의 이념에 의해 학생, 특히 학부생의 고용에 적극적인 자세를 보이고 있다. 구체적으로는 도서관 스탭, 컴퓨터나 멀티미디어의 상담원, 캠퍼스내 시설 이용 가이드의 편집원, 교육보조원(학부생은 SA, 대학원생은 TA라 칭한다) 등이 있다.

##### 통신교육부
재단법인 사립대학 통신교육 협회에 가맹되어 있다. 게이오기주쿠 대학본부가 있는 미타 캠퍼스에 사무국이 있다.
학부구성
- 문학부
  - I류(철학을 주(主)로함)
  - II류(사학을 주로함)
  - III류(문학을 주로함)
- 경제학부(상학부 커리큘럼 포함)
- 법학부
  - 갑(甲)류(법률학)
  - 을(乙)류(정치학)

입학의 종류, 입학자격
입학선고는 기본적으로는 서류선고이지만, 학문영역관련 서적의 논평 등을 포함한 지망이유서를 제출해야 한다.
- 보통과정
  - 고등학교 졸업 혹은 예정자
  - 고등학교 졸업정도 인증시험(高等学校卒業程度認定試験)합격자.
  - 대학입학 자격이 부여된 전수학교(専修学校) 고등과정의 졸업자 혹은 예정자.
- 특별과정
  - 단기대학·고등전문학교 졸업 혹은 예정자, 또는 일본의 대학에서 2년이상 재적하고 졸업소요단위로서 62단위이상 취득한 자, 출신 학과는 관계없으며, 일반교육과목의 인문·자연·사회의 영역에서 18단위가 일률적으로 인정된다. 외국의 단기대학졸업자도 입학가능하다. 또한 전수학교 전문과정 수료자는 특별과정에 입학할 수 없다.
- 학사입학
  - 대학졸업자 혹은 예정자, 학위수여기구에서 학사를 취득한 자, 외국의 대학 졸업자, 영어를 제외한 일반교육과목 40단위가 인정된다.

입학식
- 게이오기주쿠 대학 히요시 캠퍼스의 히요시 기념관에서 입학식이 행해지며, 학부별로 오전과 오후로 나눠서 거행한다.

스쿨링(Schooling)
- 하기(夏期) 스쿨링
- 야간 스쿨링(매년 9월 하순부터 12월 중순까지 매주 월요일부터 금요일까지 18시~20시까지 도쿄의 미타 캠퍼스에서 실시된다)
- 실험 스쿨링(하기 스쿨링중 히요시 캠퍼스에서 실시된다. 희망자만 수강 가능, 학사입학자는 수강 불가)
- 체육실기 스쿨링(선택제로서 4단위까지 졸업단위로 인정된다. 히요시 캠퍼스에서 하기 스쿨링중 실시되며, 동기(冬期)에는 스키 스쿨링도 실시된다)
- 통년 스쿨링(통학과정의 수업에서 받을 수 있는 특별한 스쿨링이기 때문에 수강에는 일정조건이 필요)
- 지방 스쿨링은 없기 때문에 도쿄의 미타 캠퍼스와 요코하마의 히요시캠퍼스까지 통학 해야 한다.

단위취득시험
- 년 4회 행해지며, 미타 캠퍼스 이외에서도 실시된다.
- 졸업논문은 필수로 8단위다.

## 대학원

### 일반 대학원
- 문학 연구과
- 경제학 연구과
- 법학 연구과
- 사회학 연구과
- 상학 연구과
- 의학 연구과
- 이공학 연구과
- 정책·미디어 연구과
- 건강 매니지먼트 연구과

### 특수 대학원
- 경영관리연구과(KEIO Business School, KBS)
  - 경영관리연구과는 1962년에 대학원경영관리연구과 경영관리전공으로서 설립인가를 받은 뒤, 일본에서 최고의 명성을 자랑하는 최초의 2년제 MBA코스(대학원 석사과정)으로 설립되었다. 미국의 하버드 비즈니스 스쿨을 벤치마킹한 케이스 메소드(Case method)를 축으로한 교육을 행하고 있다. 때문에 하버드 비지니스 스쿨과 연대협력관계를 갖고 있다.미국의 비지니스 스쿨과 마찬가지로 대학의 학부를 졸업한자의 입학을 전제로 두지 않고, 수년 이상의 실무경험을 가진 사회인의 교육을 대상으로 한 커리큘럼이 짜여있다. MBA취득을 위해서는 사회인이 2년간 휴직하여 풀타임으로 커리큘럼에 참가할 필요가 있다. 석사과정 수료자는 MBA(경영학의 석사)가 수여된다. 통칭은 게이오 비지니스 스쿨이고, 약칭은 KBS.
- 법무연구과(KEIO Law School, KLS)
  - 게이오 로스쿨이라고도 불리는 법무연구과 2004년 4월 정식과정으로 개설되었다. 법학전공자 160명과 비전공자 70명으로 총 230명을 모집한다. 교원 수는 57명으로 그 중 실무가 교원수는 23명이다. 일본 3대 로스쿨로 잘 알려져 있다.
- 미디어 디자인 연구과(KEIO Media Design School, KMD)
  - 미디어 디자인 연구과는 미디어 디자인, 미디어 테크놀로지, 미디어 매너지먼트 등을 연구하며, 협력교로는 연세대학교언론대학원이 있다.
- 시스템 디자인 매니지먼트 연구과(KEIO System Design Management School, SDM)
- 약학 연구과

## 부속기관
- 종합의과학 연구센터
- 선단과학기술 연구센터(KLL)
- 글로벌 시큐리티 리서치 센터(G-SEC)
- 종합연구 추진기구
- 국제연계 추진기구(OGI)
- 디지털 미디어 컨텐츠 종합연구기구(DMC)
- 일본어·일본 문화 교육센터
- 언어문화 연구소
- 미디어 커뮤니케이션 연구소(구 신문연구소)
- SFC연구소
- 산업 연구소
- 동아시아 연구소
- 선단생명과학 연구소
- 체육 연구소
- 부속연구소 사도(斯道)문고
- 후쿠자와 연구센터
- 국제센터
- 아트센터
- 교직과정센터
- 외국어교육 연구센터
- 교양 연구센터
- 스포츠의학 연구센터
- 보건관리 센터
- 신가와사키 타운캠퍼스(K2TC)
- 쓰루오카 타운캠퍼스 오브 게이오(TTCK)
- 연구추진센터
- 재적자산센터
- 인큐베이션 센터
- 연구지원센터 본부
  - 미타 연구지원센터
  - 히요시 연구지원센터
  - 야가미 연구지원센터
  - 시나노마치 연구지원센터
  - 쇼난수지사와 연구지원센터
- 선단연구교육 연계스퀘어 사무실
- 게이오기주쿠대학 병원

### 출판회
게이오기주쿠 대학의 출판부문으로서 게이오기주쿠 대학 출판회가 있다. 게이오기주쿠대학 출판회는 조직적으로 독립된 주식회사로 대학의 부속기관은 아니지만 게이오기주쿠대학관계 서적을 출판하는 등 대학자체와 관계가 깊다.

## 연구

### 21세기 COE프로그램
- 채택 - 12건
- 2002년

- 생명과학

※시스템 생물학에 의한 생명기능의 이해화 제어
- 화학재료과학

※기능창조 라이프 컨쥬게이트(Conjugate) 케미스트리
- 정보전기전자

※액세스망 고도화 광, 전자디바이스 기술
- 인문과학

※심리의 해명을 위한 종합적 방법론 구축
- 학제복합 신영역

※차세대 미디어, 지적사회기반
- 2003년

- 의학계

※저침습·신치료개발에 의한 개별화 암의료 확립
※간세포의학과 면약학의 기초,임상일체형 거점 - 인간세포와 in vivo 실험의학을 기반으로한 새로운 전개
- 수학물리학·지구과학

※종합 수리과학, 현상해명을 통한 수학의 발전
- 기계토목건축 그 외의 공학

※지능화에서 생명화로의 시스템 디자인
- 사회과학

※시장의 질에 관한 이론형성과 패널 실증연구
※다문화 다세대 교차세계의 정치 사회 질서 형성, 다문화세계의 시민의식의 동태
※일본, 아시아의 종합정책학 선도거점

## 평가
- 2018년 QS World University Rankings™ 대학 평가에서는 종합대학평가 세계 192위(일본 9위)를 기록하였다.[13]
- 2017년 Academic Ranking of World Universities 대학 평가에서는 종합대학평가 세계 301~400위(일본 10~13위)를 기록하였다.[14]
- 2018년 The Times Higher Education World University Rankings 대학 평가에서는 종합대학평가 세계 601~800위(일본 13~29위)를 기록하였다.[15]
- 2018년 Times Higher Education Japan University Rankings 대학 평가에서는 종합대학평가 일본 10위를 기록하였다.[16]

## 학생 생활

### 부 / 클럽 / 서클 활동
- 게이오기주쿠 대학 경식정구 동호회 연맹(慶應義塾大学硬式庭球同好会連盟)이라 불리는 테니스서클 연맹이 존재한다. 현재 31개 서클로 구성되어 있으며 교섭인수는 약 4000명, 자칭 일본 최대규모의 테니스 서클연맹이다.

### 축제(학원제)
각 캠퍼스별로 미타제(三田祭-미타 캠퍼스), 요츠야제(四谷祭-시나노마치 캠퍼스, 야가미제(矢上祭-야가미 캠퍼스), 타나바타제(七夕祭-쇼난후지사와 캠퍼스), 아키제(秋祭-쇼난후지사와 캠퍼스)가 개최되고 있다.
이중 미타제가 최대 규모이며 타 캠퍼스로부터도 많은 학생이 참가한다. 게이오기주쿠 대학이 공식적으로 "학원제"라 칭하는 것은 미타제뿐이다. 그 외의 캠퍼스의 이벤트는 비공인에 지나지 않지만 실질적으로는 학원제로서 인지되어 게이오기주쿠 대학의 수험생을 위한 팜플랫등에도 소개되고 있다. 또한, 히요시 캠퍼스에서 행해지는 히요시제는 게이오기주쿠 고등학교의 학원제이다.

#### 미타제
미타제는 해마다 11월 23일 전후로 4일간 개최된다. 운영조직은 미타제 실행위원회, 학교법인 게이오기주쿠에서는 미타제의 규모를 일본국내 최대로 간주하고 있으며, 대학 안내 등의 광고자료에서 그와 같이 기재되어 있다. 미타제 이벤트로서 행해지는 미스콘테스트의 우승자 "미스 게이오"는 졸업 후 아나운서나 탤런트로 전향하는 경우가 많아 연예관계자들 사이에서 주목받고 있다.
이러한 화려함으로 치장하여 주목받고 있는 미타제이지만, 미타제 발표로서 경제학부, 상학부, 법학부, 문학부, 미디어 커뮤니케이션 연구소의 세미나 논문발표도 행해지고 있으며 3학년의 활동을 중심으로 두는 세미나가 많다.
미타제 개최 1, 2주전에는 전야제가 히요시 캠퍼스에서 거의 매년 행해지고 있으며 유명인의 콘서트가 개최된다. 2012년 미타제에서는 골덴봄바의 라이브가 행해질 예정이다.
많은 졸업생이 모교의 문화제에 방문하는 것이 게이오의 특징으로서 미타제 개최시에는 히요시 역앞이나 미타거리에 게이오의 마크가 그려진 종이 가방을 가진 졸업생으로 붐빈다.

### 스포츠
체육회의 정식 명칭은 게이오기주쿠 체육회(慶應義塾體育會)이다. 게이오기주쿠 대학 체육회(慶應義塾大学体育会)로 기재되어 있는 문헌은 존재하지만 정식 명칭에서 '대학'이라는 단어는 사용하지 않는다. 2006년 현재 39부 52부문이 소속되어 있다. 체육회 각 부문간의 의견교환이나 체육회 전체에 관한 회의, 행사의 기획, 진행, 광고 활동을 행하는 조직으로서 체육회 본부가 설치되어 있다. 체육회 부원으로부터 선출된 상임위원은 이러한 업무를 집행한다. 또한 체육회 사무실이라 불리는 게이오기주쿠 대학의 부서가 설치되어 있으며 전임 대학직원이 상주하고 있다. 체육회 사무실은 학생주체의 체육회 본부와 연락을 취하면서 체육회의 운영을 지원하고 있다.
- 게이오기주쿠대학 야구부는 도쿄 지역 6개 대학 야구팀으로 구성된 도쿄 6대학 야구 연맹에 가맹되어 있으며 도쿄 6대학 야구 연맹이 출범하는 기원이 된 소케이전(早慶戦/게이오기주쿠 측에서는 게이소전)은 대학야구팬 사이에서는 유명하다. 또한 대학야구의 소케이전이 인기를 끌게 됨으로써 럭비부나 게이오기주쿠대학 체육회 조정부에서도 소케이전이 행해지게 되었다.
- 도쿄하코네간 대학 역전경주(東京箱根間大学駅伝競走)에서는 1932년에 우승하였다.
- 럭비부는 게이오기주쿠 체육회 축구부가 정식명칭이다. 1899년 창립하여 럭비관계자 사이에서는 "일본 럭비의 뿌리"로 불리고 있다. 간토 대학 럭비대항전 그룹에 소속되어 있다.
- 축구부는 게이오기주쿠 대학 삿커부가 정식 명칭. 축구관계자들 사이에서는 전통있는 학교로 유명하다.

### 원유회
원유회(園遊会)는 학위수여식(졸업식) 후에 개최되는 졸업파티를 가리킨다. 게이오기주쿠 대학 졸업준비 위원회가 주최하고 있다. 파티에서 행해지는 추첨 대회의 1등상품은 매년 고급 외제차이다. 이런 호화로운 상품은 졸업생이나 대학 교직원들사이에서 비판적인 태도가 끊이지 않으나 2006년 현재도 지속되고 있다. 2006년 현재, 회비는 약2만엔으로 참가는 자유다. 상품은 졸업생이 간부로 취직해있는 기업으로부터의 기부가 대부분이다.

## 특징
- "도쿄 대학은 관료계, 와세다 대학은 정계, 게이오기주쿠 대학은 재계를 장악하고 있다."라는 말이 있을 정도로 경제계에서 지대한 영향력을 갖고 있는 대학이다.
- 설립 초기부터 교수 이름 뒤에 '선생' 대신 '군(君)'이라는 칭호를 붙였다. 이는 '선생'은 후쿠자와 유키치뿐이라는 믿음에 따른 것이다. 그러나 이는 교내의 알림 문서 등의 공식적인 문서에서만 사용될 뿐, 실제로 학생들이 교수를 부를때에는 '선생'이라는 칭호를 붙인다.

## 관련 회사
- 게이오기주쿠 대학 출판회